# Bretagne Classic Ouest–France 2018
82. ročník jednodenního cyklistického závodu Bretagne Classic Ouest–France se konal 26. srpna 2018 ve Francii. Závod dlouhý 256,9 km vyhrál Belgičan Oliver Naesen z týmu AG2R La Mondiale. Na druhém a třetím místě se umístili Dán Michael Valgren (Astana) a Belgičan Tim Wellens (Lotto–Soudal).

## Týmy
Závodu se zúčastnilo 25 týmů, z toho 18 UCI WorldTeamů a 7 UCI Professional Continental týmů. Každý tým přijel se sedmi jezdci. Na start se postavilo 175 jezdců, z nichž 75 závod dokončilo.

### UCI WorldTeamy
- AG2R La Mondiale
- Astana
- Bahrain–Merida
- BMC Racing Team
- Bora–Hansgrohe
- Team EF Education First-Drapac p/b Cannondale
- Groupama–FDJ
- LottoNL–Jumbo
- Lotto–Soudal
- Mitchelton–Scott
- Movistar Team
- Quick-Step Floors
- Team Dimension Data
- Team Katusha–Alpecin
- Team Sky
- Team Sunweb
- Trek–Segafredo
- UAE Team Emirates

### UCI Professional Continental týmy
- Cofidis
- Delko Marseille Provence KTM
- Direct Énergie
- Team Fortuneo–Samsic
- Vital Concept
- Wanty–Groupe Gobert
- Wilier Triestina–Selle Italia

## Výsledky
| Pořadí | Jezdec                 | Tým               | Čas        |
| ------ | ---------------------- | ----------------- | ---------- |
| 1      | Oliver Naesen (BEL)    | AG2R La Mondiale  | 6h 16' 32" |
| 2      | Michael Valgren (DEN)  | Astana            | + 0"       |
| 3      | Tim Wellens (BEL)      | Lotto–Soudal      | + 3"       |
| 4      | Michael Matthews (AUS) | Team Sunweb       | + 1' 13"   |
| 5      | Ruben Guerreiro (POR)  | Trek–Segafredo    | + 1' 13"   |
| 6      | Zdeněk Štybar (CZE)    | Quick-Step Floors | + 1' 13"   |
| 7      | Olivier Le Gac (FRA)   | Groupama–FDJ      | + 1' 15"   |
| 8      | Valentin Madouas (FRA) | Groupama–FDJ      | + 1' 17"   |
| 9      | Benoît Cosnefroy (FRA) | AG2R La Mondiale  | + 1' 18"   |
| 10     | Fabio Jakobsen (NED)   | Quick-Step Floors | + 1' 24"   |